# Pellucidar: A Dreamers Fantabula

Pellucidar: A Dreamers Fantabula  est un album du groupe The Dreamers. Les pièces sont composées, arrangées et dirigées par John Zorn. Comme pour les précédents albums du groupe, la musique est un mélange d'easy listening, d'exotica, de surf, de jazz et de multiples influences musicales typique du style des dreamers. L'inspiration du compositeur puise dans la littérature fantastique et en particulier chez Edgar Rice Burroughs. Le cd est accompagné d'un livret illustré de personnages créés par la graphiste maison de Tzadik, Heung-Heung «Chippy» Chin.

Une version vinyle (album double) est sortie en mai 2019.

## Titres
| No | Titre                    | Durée |
| -- | ------------------------ | ----- |
| 1. | Magic Carpet Ride        | 7:35  |
| 2. | Gormenghast              | 8:28  |
| 3. | Queen of Ilium           | 5:18  |
| 4. | Once Upon a Time         | 5:13  |
| 5. | Flight from Salem        | 4:19  |
| 6. | Pellucidar               | 3:34  |
| 7. | Atlantis                 | 4:59  |
| 8. | A Perfume from Cleopolis | 6:09  |
| 9. | Jewels of Opar           | 6:10  |

## Personnel
- Cyro Baptista - percussions
- Joey Baron - batterie
- Trevor Dunn - basse
- Marc Ribot - guitares
- Jamie Saft - claviers
- Kenny Wollesen - vibraphone